# Claude Kalisa
Claude Kalisa (né le 6 juin 1977) est un joueur de football actuellement retraité. Il a arrêté à la suite d'une blessure.
Il a fini sa carrière à Saint-Trond en Belgique.
Il a été sélectionné 34 fois en équipe du Rwanda.

## Clubs
- 1996-1997 : Rayon Sports FC ( Rwanda)
- 1998-1999 : Yanbian Century ( Chine)
- 1999-2001 : Rayon Sports FC ( Rwanda)
- 2001-2007 : K Saint-Trond VV ( Belgique)